# Alegeri în Tunisia
În Tunisia, alegerile la nivel național desemnează un șef de stat – președintele și un parlament. Președintele este ales de către popor pe o perioadă de 5 ani.
Camera Deputaților conține 189 de membri, aleși pe o perioada de 5 ani, dintre care,  37 de locuri sunt asigurate opoziției. Cu toate acestea, locurile sunt rezervate unei „opoziții false”, asa cum este numită ea în Tunisia.  Aceasta este o tactică folosită de Zine Elabidine ben Ali, cu ajutorul căreia unii oameni aleși (de obicei, aliați foarte apropiați) se bucură de numeroase privilegii și locuri în parlament cu costul unei opoziții false. Partidul aflat la conducere și aparatul său de stat îi ajută pe acești oameni să creeze partide ireale cu tot ceea este necesar unui partid, inclusiv ziare, birouri și altele.  Aceștia trebuie, bineînțeles, să aprobe fiecare decizie luată de Ben Ali și să susțină tot ceea ce el face, neavând, de fapt, nici un membru real. Singurele activități pe care ei le desfășoara sunt să elibereze telegrame prin care își arată suportul necondiționat lui Ben Ali si politicienilor lui. În timpul alegerilor aceste partide fac campanii false(apar în mass-media dar nu sunt reale) și creează iluzia că în Tunisia există democrație și o competiție corectă. Aceste campanii sfârșesc prin susținerea partidului aflat la conducere și a lui Zine El Abidine Ben Ali, de către partidele ireale. În cele mai multe cazuri aceste partide își propun să păteze imaginea adevăratei opoziții și să o atace.
Camera Consilierilor are 126 de membri, 85 dintre ei sunt aleși indirect  de către membrii Camerei Deputaților și membrii consiliului orașului. Restul de 41 de membri sunt aleși de către Președinte. Ultima Cameră a Consilierilor, aleasă pe 3 iulie 2005, este dominată de partidul aflat la conducere.
Tunisia este un stat dominat de un singur partid ce deține puterea, Gruparea Democratic – Constituțională. În această țară sunt acceptate partide în opoziție, dar, în general, se consideră că nu au șanse reale la putere.

## Ultimele alegeri

### Alegerile prezidențíale din anul 2009
|                                                                    | Adunarea Constituțională Democratică | Zine El Abidine Ben Ali | 4,238,711 | 89.62%  |
|                                                                    | Partidul Unitatii Populației         | Mohamed Bouchiha        | 236,955   | 5.01%   |
|                                                                    | Uniunea Democrat Unionistă           | Ahmed Inoubli           | 179,726   | 3.80%   |
|                                                                    | Mișcarea Ettajdid                    | Ahmed Ibrahim           | 74,257    | 1.57%   |
| Voturi valide                                                      | Voturi valide                        | Voturi valide           | 4,440,187 | 99.83%  |
| Voturi nevalide                                                    | Voturi nevalide                      | Voturi nevalide         | 7,201     | 0.16%   |
| Total                                                              | Total                                | Total                   | 4,447,388 | 100.00% |
| Voturi finale                                                      | Voturi finale                        | Voturi finale           | 89.45%    | 89.45%  |
| Sursă: Tunisia Online News[nefuncțională – arhivă] [nefuncțională] |                                      |                         |           |         |

### Alegerile legislative din anul 2009
| Partid politic                             | Procent | Număr de locuri | Diferență |
| ------------------------------------------ | ------- | --------------- | --------- |
| Adunarea Constituțională Democratică (RCD) | 84,59 % | 161             | + 9       |
| Miscarea Social Democrată (MDS)            | 4,63 %  | 16              | + 2       |
| Partidul Unității Populației (PUP)         | 3,39 %  | 12              | + 1       |
| Uniunea Democrat Unionistă (UDU)           | 2,56 %  | 9               | + 2       |
| Partidul Social Liberal (PSL)              | 2,24 %  | 8               | + 6       |
| Partidul verde pentru progres (PVP)        | 1,67 %  | 6               | + 6       |
| Mișcarea Ettajdid                          | 0,50 %  | 2               | - 1       |
| Forumul Democrat al Muncii și libertăți    | 0,12 %  | 0               | -         |
| Partidul progresiv democrat                | 0,03 %  | 0               | -         |
| Sursă : Élections 2009                     |         |                 |           |